# See (huyện)
Huyện See (tiếng Pháp: District du See, tiếng Đức: Bezirk See) là một huyện hành chính của Thụy Sĩ. Huyện này thuộc bang Bang Sankt Gallen. Huyện See có diện tích 111 km², dân số theo thống kê của cục thống kê Thụy Sĩ năm 1999 là 43781 người. Trung tâm của huyện đóng ở Jona. Mã của huyện là.